# Loïc
Loïc es un nombre propio masculino. Era un diminutivo proveniente de los nombres Luis y Guillermo y se acabó usando como nombre propio en Francia, proviene de la región de francesa de Bretaña. 

## Procedencia
Es la antigua forma provincial del nombre propio "Louis". La consonancia de Bretaña, al igual que la proximidad entre Loic y Loig (derivado de Guillermo, usada desde el siglo XIII), engañó hasta a los mismos bretones.
En gaelo, antiguo idioma de Bretaña, se les llamaba Loic a aquellos jóvenes denominados "Guillermo", "Pequeño William" (Williamic) o "Pequeño John" (Johnies) que trabajaban en el campo de la provincia de Cornouaille o de la Normandía Inglesa. Desde el siglo XIII es usado en Francia como nombre propio.

## Santos
Tiene dos fechas para celebrar su santo, tanto el 25 de agosto como el 1 de diciembre, días de San Luis.

## Variantes
Algunas Variantes son: Loick, Loik, Loig

## Personalidades
Algunas personas importantes con este nombre son: 
- Loïc Nottet: cantante belga que representó a Bélgica en el festival de Eurovision 2015.

- Loïc Dachary: científico francés pionero del proyecto GNU y activo en el desarrollo del software libre desde 1987.

- Loïc Le Ribault: nacido el 18 de abril de 1947 en Vannes y fallecido en 2006 , era un geólogo francés. Fundó un laboratorio privado de Geología.

- Loïc Amisse: nacido el 9 de agosto de 1945 en Nantes, destacado futbolista.

- Loïc Rémy: Futbolista francés.

- Loïc Prado: Arquitecto francés.

- Loïc Williams: nacido en Valencia el 7 de enero de 2002, futbolista español.